# Barbados (gruppo musicale)
Barbados è stato un gruppo musicale svedese formatosi nel 1992 e scioltosi nel 2022.

## Storia del gruppo
I Barbados hanno pubblicato diversi album in studio; di essi, sei sono arrivati nella top ten della Sverigetopplistan, quattro sono stati certificati disco d'oro e due disco di platino dalla IFPI Sverige.
Sono stati riconosciuti con tre Grammis.

## Formazione
- Magnus Carlsson – voce (1992-2002)
- Mathias Holmgren – voce (2002-2004)
- Chris Lindh – voce (2005-2007)
- Björn Lagerström – voce (2007-2022)
- Mathias Lager – chitarra (1992-2022)
- Pierre Eriksson – tastiere (1992-1992)
- Henrik Rubensson – tastiere (1992-1995)
- Mattias Berggren – tastiere (1995-2006)
- Håkan Swärd – tastiere (2006-2022)
- Magnus Wictorinsson – batteria (1992-2015)
- Oskar Sohlberg – batteria (2016-2022)
- Peter Samuelsson – basso (1994-2022)

## Discografia

### Album in studio
- 1995 – Barbados
- 1997 – The Lion Sleeps Tonight
- 1998 – Nu kommer flickorna
- 1999 – Belinda
- 1999 – Rosalita
- 2000 – When the Summer Is Gone
- 2000 – Kom hem
- 2002 – Världen utanför
- 2003 – Rewind
- 2003 – Hela himlen
- 2005 – Stolt
- 2011 – Efterlyst
- 2020 – Vi

### Singoli
- 1993 – Någoting har hänt
- 1994 – Hold Me
- 1995 – Alla dina kyssar
- 1995 – Nätterna med dig i Californien
- 1995 – Madeleine
- 1997 – e.p.1997
- 1998 – Bländad av ett ljus
- 1998 – Nu kommer flickorna
- 1998 – Om du älskar mig
- 1998 – Grand hotel
- 1999 – Mariann från Tylösand
- 1999 – Belinda
- 1999 – Rosalita
- 2000 – Se mig
- 2000 – Happy People
- 2000 – The Remix Project
- 2000 – Kom Hem
- 2000 – Secret
- 2001 – Allt som jag ser/Power of Love
- 2001 – Disco king
- 2002 – Världen utanför
- 2002 – Ung och vild
- 2003 – Bye Bye
- 2003 – Hela Himlen
- 2004 – Stanna här hos mig
- 2004 – Visa mig hur man går hem (con Anne-Lie Ryde)
- 2005 – Du lärde mig kärlek
- 2005 – Vi är framtiden
- 2005 – Vi kan inte va' isär, vi kan inte va' tillsammans
- 2005 – Lucky Guy
- 2005 – Summer in My Heart
- 2007 – Tid att gå vidare
- 2007 – Bara för en dag
- 2008 – Vinterstorm
- 2010 – Sommarnatten
- 2011 – Okej
- 2014 – Förlåt
- 2014 – Inget lockar mig som du
- 2015 – En Kärleksaffär
- 2017 – Droppa av
- 2017 – After Run Party
- 2017 – Skottland
- 2018 – Stanna kvar
- 2018 – Off Limits
- 2018 – Hela tjocka släkten
- 2019 – Idolen